# عامل تاول

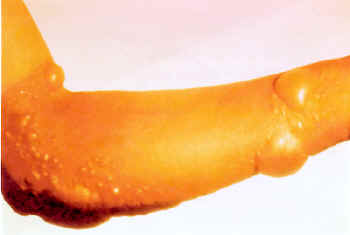
عوامل تاول زا به دلیل توانایی ایجاد تاول های بزرگ و شدید بر روی پوست به این نام شناخته می شوند.

عامل تاول زا (انگلیسی: Blister agent) به دسته‌ای از ترکیبات شیمیایی گفته می‌شود که در اثر تماس با پوست یا چشم، عوارض شدید از جمله سوزش، خارش و تاول های بزرگ و دارای مایع زیاد ایجاد می کنند. این دسته ترکیبات در ساخت تسلیحات شیمیایی استفاده می‌شوند. گاز خردل، نیتروژن موستاردها و لوئیزیت از جمله این ترکیبات هستند.